# Luke's Trolley Troubles
Luke's Trolley Troubles é um curta-metragem norte-americano de 1917, do gênero comédia, estrelado por Harold Lloyd.

## Elenco

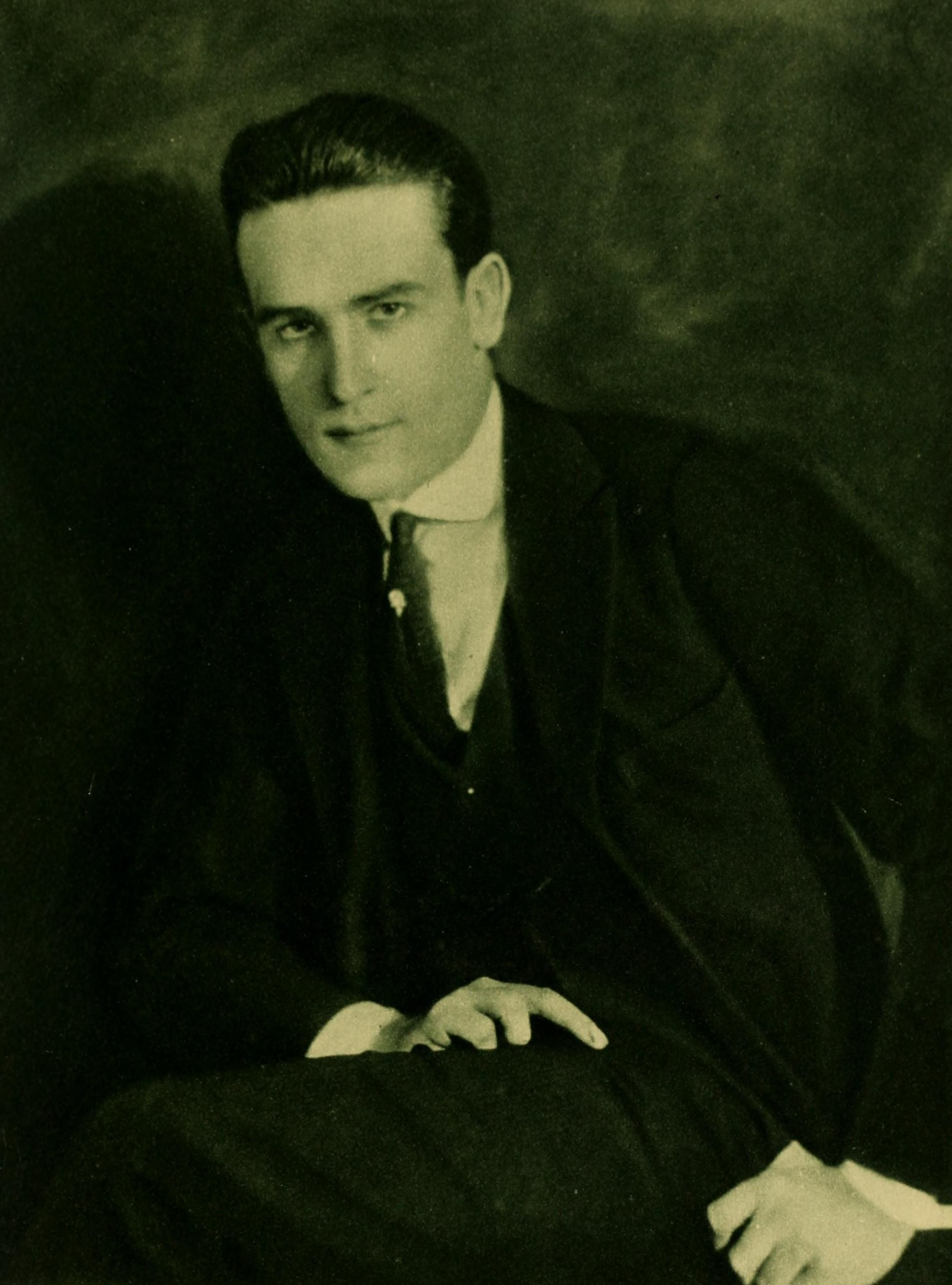
Harold Lloyd

- Harold Lloyd - Lonesome Luke
- Bebe Daniels
- Snub Pollard
- Sammy Brooks
- Bud Jamison
- Gus Leonard
- Sidney De Gray
- Harvey L. Kinney
- Vera Reynolds
- Max Hamburger
- W.L. Adams
- Billy Fay
- Joe Turner